# 贝纳文特之战
贝纳文特战役（英语：Battle of Benavente）发生于1808年12月29日。此役中，由佩吉特勋爵指挥的英军骑兵击败了法国帝国卫队的精锐猎骑兵。法国骑兵在战斗中被击溃，被迫撤往埃斯拉河；法军骑兵的指挥官夏尔·勒费夫尔-德努埃特将军被俘。此次战斗属于拿破仑战争中半岛战争的一部分。

## 背景

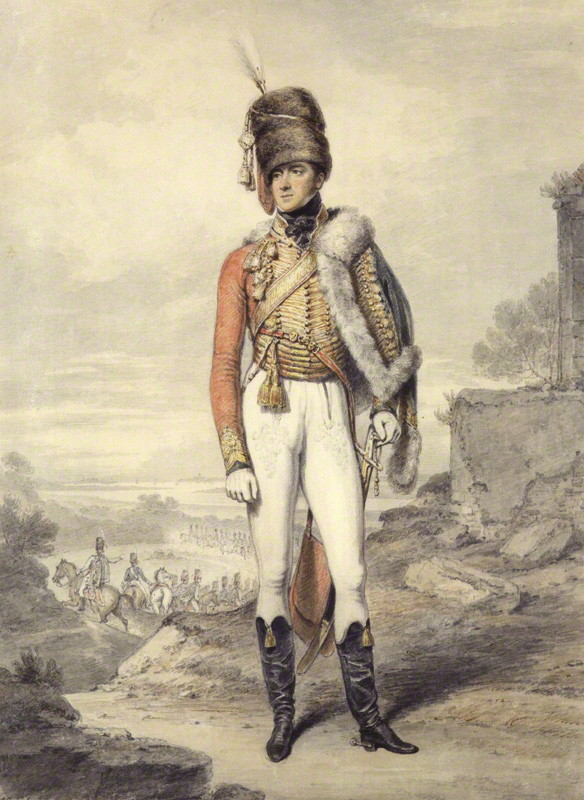
佩吉特勋爵，英军骑兵指挥官

约翰·摩尔爵士此前率领一支英国军队进入西班牙西北部的中央地带，目的是协助西班牙人与法军作斗争。然而，拿破仑率领一支大军进入西班牙，以夺回此前失去的地区。拿破仑的亲自指挥，再加上马德里被法国人攻陷，使得英国军队的地位不再稳固。英军决定开始撤退，但却被拿破仑率领的法军主力追击；佩吉特勋爵手下的骑兵负责掩护英军大部队撤退。1808年圣诞节那天，英国第10骠骑兵团俘虏了100名法军骑兵，12月27日，英军第18骠骑兵团遭到了至少六次攻击，但每次都成功反击。28日，英国骑兵作为后卫部队驻扎在埃斯拉河上，以掩护大部队撤退到阿斯托尔加。
追击英军的法军骑兵部队由四个帝国卫队的猎骑兵中队和一些帝国卫队的马穆鲁克骑兵组成。

## 战斗
英国骑兵的侦查部队驻扎在被雨水淹没的埃斯拉河西岸。渡河的桥梁已于29日早些时候被英军工兵拆除，直到早上9时左右，拿破仑的爱将夏尔·勒费夫尔-德努埃特才得以率领他的三个猎骑兵中队和马穆鲁克的一个小分队。法军迫使英国骑兵的侦查部队缩小了防御阵地。英军骑兵不敌法军并朝贝纳文特方向撤退。包括第3骠骑兵团的一支英军增援部队，随后同法军进行了反击，双方陷入混战。法军虽然暂时被击退，但人数众多，迫使英国骠骑兵再次向后方撤退，几乎回到贝纳文特。英军指挥官知道他正在将法军引到佩吉特勋爵大部队的作战范围。
当佩吉特勋爵的部队加入战斗时，法军在此前的战斗中占了上风，并准备向英军进行最后冲锋。佩吉特亲自带领第18膘骑兵团并设法将他的部队隐藏在法军的视线之外，直到英军向法军的左翼发起进攻。英军的剑非常锋利。一名目击者称，他看到法国士兵的手臂被“像柏林香肠一样”被切下来。
尽管法军的部队被英军大部队击溃，但法军骑兵还是边打边退到了河边。法军骑兵蹚水渡河，留在西岸的人要么被砍倒，要么被俘虏。法军指挥官夏尔·勒费夫尔-德努埃特的马受了伤，无法过河；然后他被英军第10轻骑兵团的士兵俘虏。当法军过河时，英国士兵用他们的卡宾枪和手枪向法军士兵开火。法国骑兵在河对岸重新集结后，向英国人开火反击，尽管他们随后被英军的火炮驱散。

## 后果
战胜法军精锐骑兵极大地鼓舞了英军骑兵的士气。然而，英军的撤退仍在继续。拿破仑从俯瞰河流的地方观看了这场战斗。看到自己的爱将被俘虏后，拿破仑的反应相当平静。那天晚上，头部受了轻伤的夏尔·勒费夫尔-德努埃特受到英军总司令约翰·摩尔爵士的款待。摩尔将自己的剑给了勒费夫尔-德努埃特来代替投降时被英军拿走的那把。这位法国将军随后被囚禁在英格兰，但最终成功逃回法国，拿破仑在之后恢复了他以前近卫军司令的职务。在当时的社会规范内，一位“绅士”只要承诺不逃跑，就可以不被监禁，并获得相当大的自由。夏尔·勒费夫尔-德努埃特则利用了这个规则，成功脱逃。

## 画廊

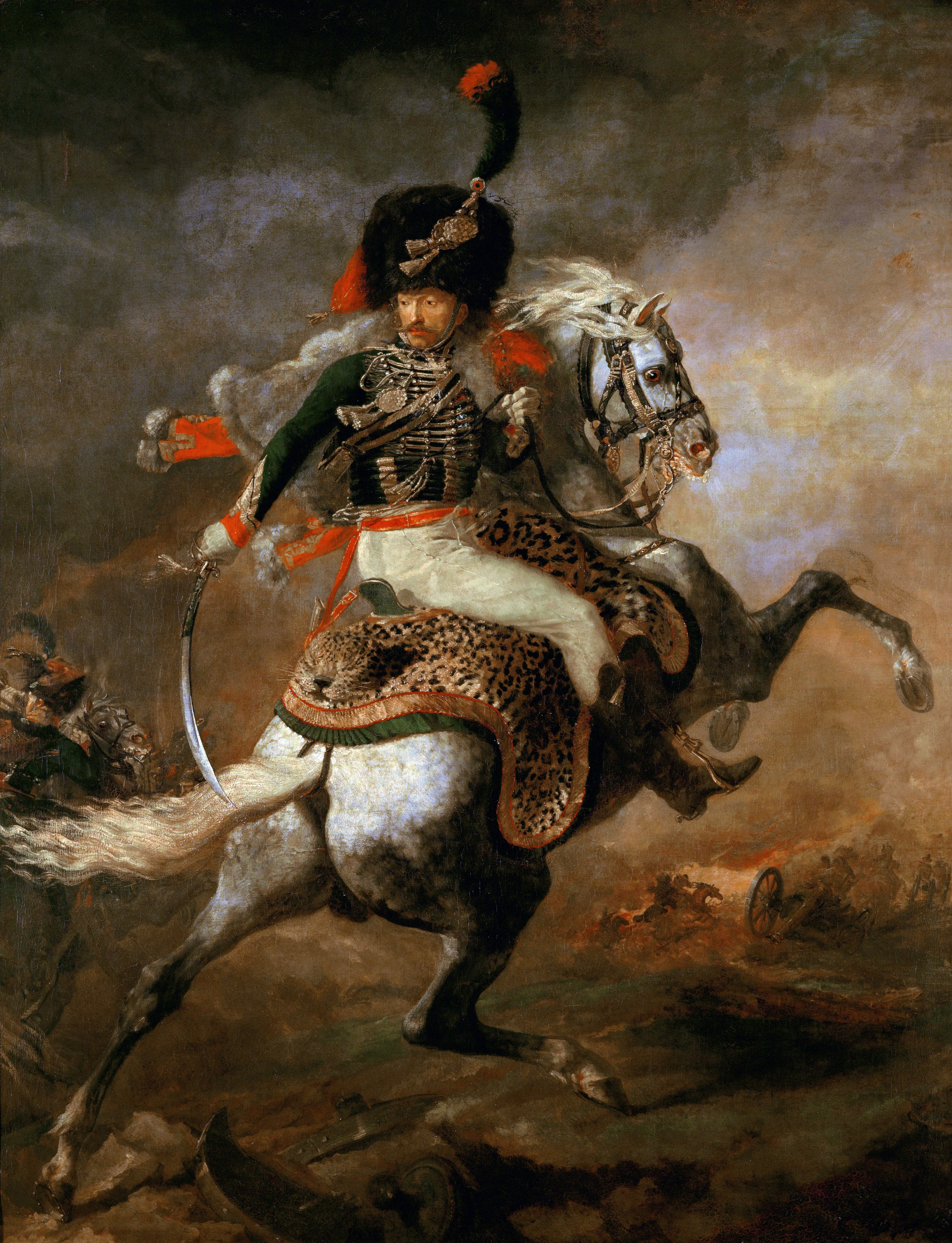
法军近卫骑兵
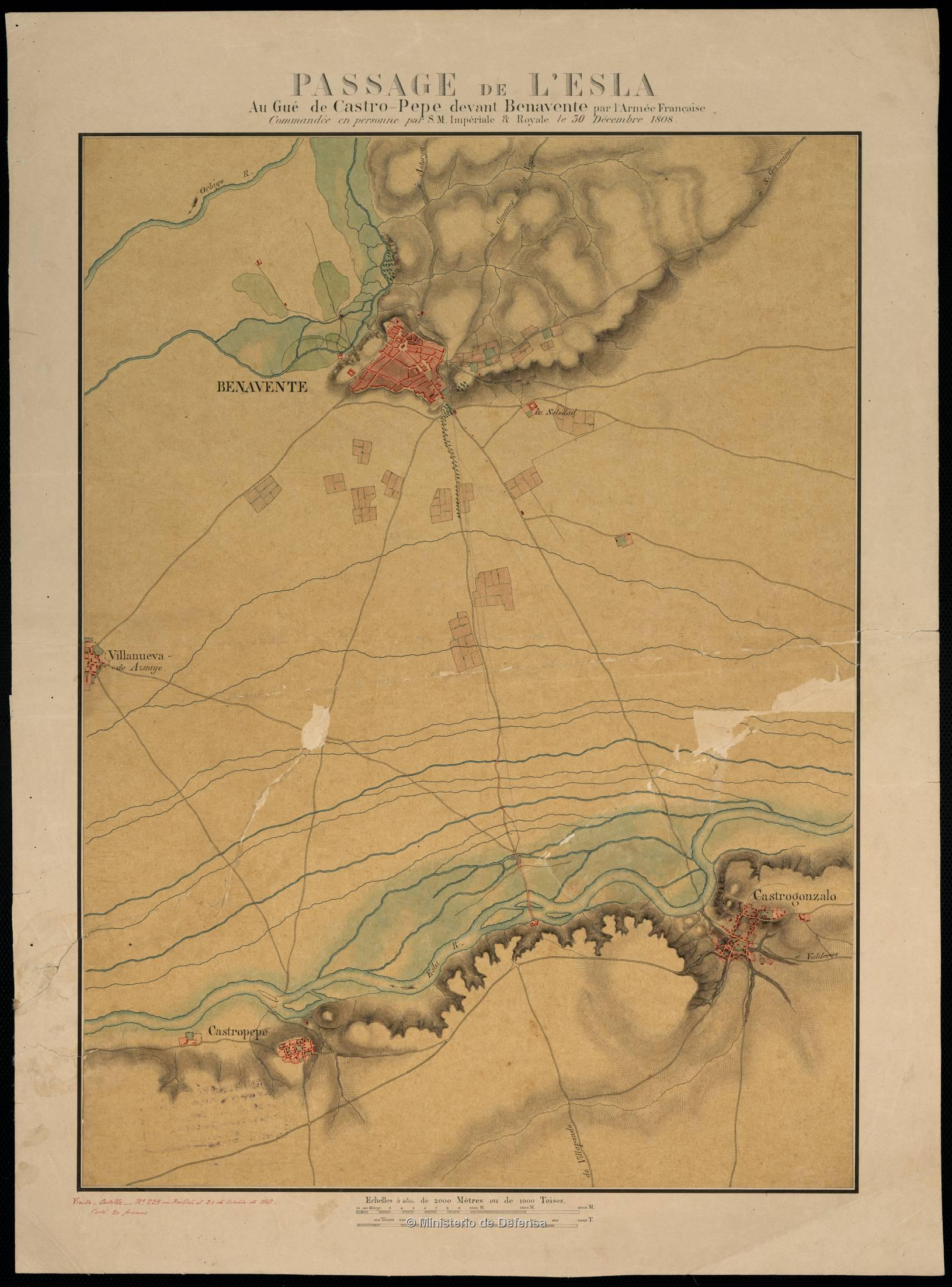
贝纳文特之战地图
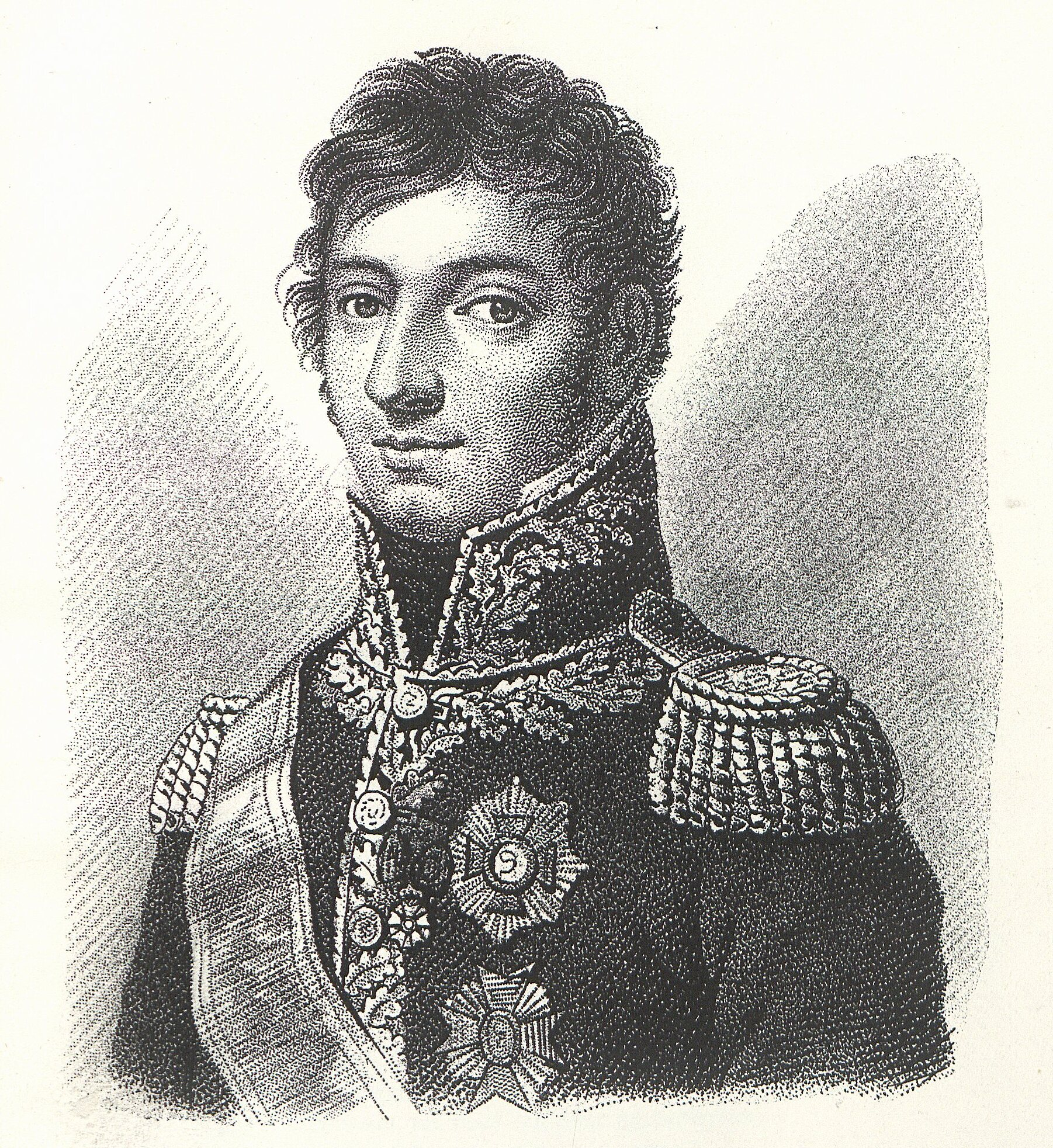
夏尔·勒费夫尔-德努埃特将军
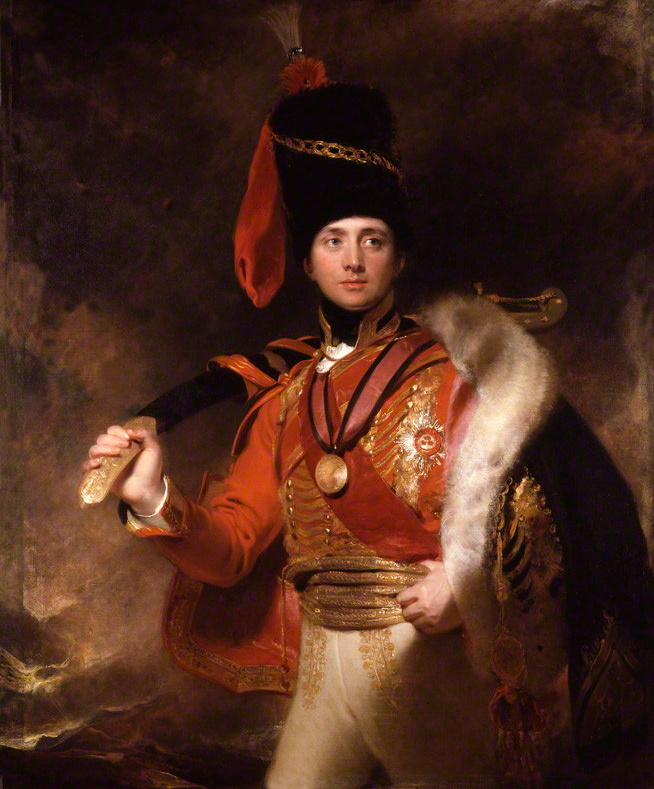
英军先锋骑兵指挥官查尔斯·斯图尔特

## 脚注
1. 1 2 3  Esdaile 2003，第150頁.
2. 1 2 3 4  Smith 1998，第273頁.
3. ↑  Anglesey 1962，第84頁.
4. ↑  Fletcher 1999，第96頁.
5. ↑  Anglesey 1962，第85頁.
6. ↑  Vane 1828，第207-208頁.
7. 1 2  Fletcher 1999，第97頁.
8. ↑  Haythornthwaite 2001，第46頁.
9. ↑  Anglesey 1962，第86頁.
10. ↑  Hibbert 1961，第78頁.
11. ↑  Haythornthwaite 2001，第47頁.
12. ↑  Anglesey 1962，第86-87頁.
13. ↑  Hibbert 1961，第78-79頁.
14. ↑  Summerville 2007，第246-248頁.